# بوبي دونيلي
بوبي دونيلي (بالإنجليزية: Bobby Donnelly)‏ (19 يناير 1987 بغلاسكو في المملكة المتحدة - ) هو لاعب كرة قدم بريطاني في مركز الدفاع. لعب مع نادي ماذرويل ونادي سترنرير ‏ وأردريونيانز وKirkintilloch Rob Roy F.C. ‏ ونادي ألبيون روفرز ونادي آير يونايتد.

## وصلات خارجية
- بوبي دونيلي على موقع قاعدة بيانات كرة القدم.إي يو (الإنجليزية)
- بوبي دونيلي على موقع Soccerbase.com (لاعب) (الإنجليزية)